# Polling (powiat Weilheim-Schongau)
Polling – miejscowość i gmina w Niemczech, w kraju związkowym Bawaria, w rejencji Górna Bawaria, w regionie Oberland, w powiecie Weilheim-Schongau. Leży około 5 km na południe od Weilheim in Oberbayern, przy drodze B2, B472 i linii kolejowej Monachium - Innsbruck.

## Dzielnice
- Etting,
- Oderding
- Polling

## Demografia
| Rok  | Liczba mieszk. |
| ---- | -------------- |
| 1970 | 2 139          |
| 1987 | 2 629          |
| 2000 | 3 160          |
| 2004 | 3 241          |
| 2005 | 3 247          |

### Struktura wiekowa
Dane o ludności z 31 grudnia 2008:
| Opis                                | Ogółem | Ogółem | Kobiety | Kobiety | Mężczyźni | Mężczyźni |
| ----------------------------------- | ------ | ------ | ------- | ------- | --------- | --------- |
| Jednostka                           | osób   | %      | osób    | %       | osób      | %         |
| Populacja                           | 3298   | 100    | 1689    | 51,21   | 1609      | 48,79     |
| Wiek przedprodukcyjny (0–17 lat)    | 601    | 18,22  | 319     | 9,67    | 282       | 8,55      |
| Wiek produkcyjny (18–65 lat)        | 2066   | 62,64  | 1022    | 30,99   | 1044      | 31,66     |
| Wiek poprodukcyjny (powyżej 65 lat) | 631    | 19,13  | 348     | 10,55   | 283       | 8,58      |

## Polityka
Wójtem gminy jest Helmut Böhm z WG, wcześniej urząd ten obejmował Dominikus Weiß, rada gminy składa się z 16 osób.
|      | CSU | SPD | WG | WGO | GWE | UWLPEO | Razem |
| 2008 | 4   | -   | 8  | 1   | 2   | 1      | 16    |
| 2002 | 7   | 2   | 3  | 1   | 2   | 1      | 16    |

## Oświata
W gminie znajduje się przedszkole (74 miejsca) oraz szkoła podstawowa (6 klas, 129 uczniów).